# Tampere Saints 2024
Questa voce raccoglie le informazioni riguardanti i Tampere Saints nelle competizioni ufficiali della stagione 2024.

## Maschile

### I-divisioona 2024

#### Stagione regolare
| Tampere 8 giugno 2024, ore 18:00 1ª giornata | Tampere Saints | 76 – 20 (21-8 7-0 34-12 14-0) referto | Oulu Northern Lights | Pyynikin urheilukenttä |

| Helsinki 16 giugno 2024, ore 14:00 2ª giornata | East City Giants | 34 – 55 (7-7 0-20 14-7 13-21) referto | Tampere Saints | Myllypuro nurmi 1 |

| Pirkkala 29 giugno 2024, ore 16:00 3ª giornata | Pirkkala Spartans | 0 – 75 (0-28 0-13 0-14 0-20) referto | Tampere Saints | Pirkkalan keskuskenttä |

| Oulu 6 luglio 2024, ore 15:00 4ª giornata | Oulu Northern Lights | 12 – 70 (0-21 6-21 0-14 6-14) referto | Tampere Saints | Castrenin urheilukeskus |

| Tampere 20 luglio 2024, ore 16:30 5ª giornata | Tampere Saints | 41 – 29 (7-8 14-14 0-0 20-7) referto | East City Giants | Pyynikin urheilukenttä |

| Tampere 26 luglio 2024, ore 18:00 6ª giornata | Tampere Saints | 41 – 27 (14-0 7-14 14-0 6-13) referto | Pirkkala Spartans | Pyynikin urheilukenttä |

#### Playoff
| Tampere 3 agosto 2024, ore 18:30 Semifinale | Tampere Saints | 63 – 0 (7-0 28-0 21-0 7-0) referto | Oulu Northern Lights | Pyynikin urheilukenttä |

| Tampere 10 agosto 2024, ore 16:30 Spagettimalja | Tampere Saints | 22 – 25 (7-0 3-16 0-9 12-0) referto | East City Giants | Pyynikin urheilukenttä |
| Chaves Jiménez 6':33" Q1 ( TD ) 20yd run Laine Q1 ( pat ) Laine 9':49" Q2 ( FG ) 23yd Chaves Jiménez 11':21" Q4 ( TD ) 2yd run Chaves Jiménez 6':18" Q4 ( TD ) 4yd pass run Marcatori Hautala 6':50" Q2 ( FG ) 28yd Moilanen 4':40" Q2 ( TD ) 5yd blocked punt return Hautala Q2 ( pat ) Blomqvist 1':32" Q2 ( TD ) 5yd pass run Miettunen 5':17" Q3 ( TD ) 14yd pass pass from Netter Hautala 1':40" Q3 ( FG ) 32yd |                | |                  |                        |
| |                | |                  |                        |
| Chaves Jiménez 6':33" Q1 (TD) 20yd run Laine Q1 (pat) Laine 9':49" Q2 (FG) 23yd Chaves Jiménez 11':21" Q4 (TD) 2yd run Chaves Jiménez 6':18" Q4 (TD) 4yd pass run | Marcatori      | Hautala 6':50" Q2 (FG) 28yd Moilanen 4':40" Q2 (TD) 5yd blocked punt return Hautala Q2 (pat) Blomqvist 1':32" Q2 (TD) 5yd pass run Miettunen 5':17" Q3 (TD) 14yd pass pass from Netter Hautala 1':40" Q3 (FG) 32yd |                  |                        |

### Statistiche di squadra
| Competizione      | %Vittorie | In casa | In casa | In casa | In casa | In casa | In casa | In trasferta | In trasferta | In trasferta | In trasferta | In trasferta | In trasferta | Totale | Totale | Totale | Totale | Totale | Totale |
| Competizione      | %Vittorie | G       | V       | N       | P       | Pf      | Ps      | G            | V            | N            | P            | Pf           | Ps           | G      | V      | N      | P      | Pf     | Ps     |
| ----------------- | --------- | ------- | ------- | ------- | ------- | ------- | ------- | ------------ | ------------ | ------------ | ------------ | ------------ | ------------ | ------ | ------ | ------ | ------ | ------ | ------ |
| Stagione regolare | 1.000     | 3       | 3       | 0       | 0       | 158     | 76      | 3            | 3            | 0            | 0            | 200          | 46           | 6      | 6      | 0      | 0      | 358    | 122    |
| Playoff           | .500      | 2       | 1       | 0       | 1       | 85      | 25      | 0            | 0            | 0            | 0            | 0            | 0            | 2      | 1      | 0      | 1      | 85     | 25     |
| Totale            | .875      | 5       | 4       | 0       | 1       | 243     | 101     | 3            | 3            | 0            | 0            | 200          | 46           | 8      | 7      | 0      | 1      | 443    | 147    |

### Statistiche personali

#### Marcatori
| Giocatore      | Ruolo | TD rush | TD recv | TD int | TD p.ret | TD k.ret | TD oth | Xp1   | Xp2 | FG  | Saf | Totale |
| -------------- | ----- | ------- | ------- | ------ | -------- | -------- | ------ | ----- | --- | --- | --- | ------ |
| Chaves Jiménez |       | 12+8    | 2       | 0      | 0        | 0        | 0      | 0     | 1   | 0   | 0   | 134    |
| Newell         |       | 0+1     | 9       | 0      | 0        | 0        | 0      | 0     | 0   | 0   | 0   | 60     |
| Robbins        |       | 10      | 0       | 0      | 0        | 0        | 0      | 0     | 0   | 0   | 0   | 60     |
| Alakoski       |       | 0       | 6+1     | 0      | 0        | 0        | 0      | 10    | 0   | 0   | 0   | 52     |
| Laine          |       | 0       | 0+1     | 0      | 0        | 0        | 0      | 28+10 | 0   | 0+1 | 0   | 47     |
| Uotila         |       | 0       | 3+1     | 0      | 0        | 0        | 0      | 0     | 0   | 0   | 0   | 24     |
| Lehtiö         |       | 0       | 0       | 2      | 0        | 0        | 1      | 0     | 0   | 0   | 0   | 18     |
| Tuhkanen       |       | 0       | 2       | 0      | 0        | 0        | 0      | 0     | 1   | 0   | 0   | 14     |
| Angervo        |       | 0       | 0       | 1      | 0        | 0        | 0      | 0     | 0   | 0   | 0   | 6      |
| Hamm           |       | 0       | 0       | 1      | 0        | 0        | 0      | 0     | 0   | 0   | 0   | 6      |
| Koivisto       |       | 0       | 1       | 0      | 0        | 0        | 0      | 0     | 0   | 0   | 0   | 6      |
| Mäenpää        |       | 0       | 1       | 0      | 0        | 0        | 0      | 0     | 0   | 0   | 0   | 6      |
| Paakkari       |       | 0       | 0       | 0      | 0        | 0        | 0      | 0     | 1   | 0   | 0   | 2      |
| ?              |       | 0       | 0       | 0      | 0        | 0        | 0      | 0     | 1   | 0   | 0   | 2      |

#### Passer rating
| Giocatore | G   | Att   | Comp  | Int | Yds     | TD   | NFL    | NCAA   |
| --------- | --- | ----- | ----- | --- | ------- | ---- | ------ | ------ |
| Robbins   | 6+1 | 121+5 | 63+0  | 3+0 | 1257+0  | 20+0 | 114,98 | 181,42 |
| Rajalakso | 4+1 | 32+20 | 10+11 | 0+0 | 194+145 | 4+0  | 88,54  | 120,53 |
| Newell    | 0+1 | 0+6   | 0+5   | 0+0 | 11      | 0    |        |        |
| Haarala   | 1+1 | 2+3   | 1+0   | 1+1 | 17+0    | 0+0  |        |        |

## Femminile

### Naisten Vaahteraliiga 2024

#### Stagione regolare
| Tampere 4 maggio 2024, ore 13:00 1ª giornata | Tampere Saints | 58 – 13 (16-6 14-0 22-7 6-0) referto | Oulu Northern Lights | Pyynikin urheilukenttä |

| Tampere 11 maggio 2024, ore 13:00 2ª giornata | Tampere Saints | 36 – 29 (22-0 8-14 6-0 0-15) referto | Turku Trojans | Pyynikin urheilukenttä |

| Tampere 8 giugno 2024, ore 12:00 4ª giornata | Tampere Saints | 38 – 7 (16-0 8-0 14-0 0-7) referto | Wasa Royals | Pyynikin urheilukenttä |

| Helsinki 15 giugno 2024, ore 13:00 5ª giornata | Helsinki Wolverines | 12 – 26 (6-0 0-6 0-6 6-14) referto | Tampere Saints | Velodromo di Helsinki |

| Oulu 29 giugno 2024, ore 13:00 6ª giornata | Oulu Northern Lights | 22 – 26 (6-6 8-6 8-6 0-8) referto | Tampere Saints | Castrenin urheilukeskus |

| Turku 6 luglio 2024, ore 14:00 7ª giornata | Turku Trojans | 16 – 46 (0-16 0-8 8-0 8-22) referto | Tampere Saints | Yläkenttä |

| Vaasa 21 luglio 2024, ore 15:00 9ª giornata | Wasa Royals | 0 – 22 (0-0 0-8 0-8 0-6) referto | Tampere Saints | Kaarlen kenttä |

| Tampere 27 luglio 2024, ore 13:00 10ª giornata | Tampere Saints | 30 – 20 (8-7 6-7 16-0 0-6) referto | Helsinki Wolverines | Pyynikin urheilukenttä |

#### Playoff
| Tampere 3 agosto 2024, ore 13:00 Semifinale | Tampere Saints | 12 – 14 (0-0 6-6 6-8 0-0) referto | Helsinki Wolverines | Pyynikin urheilukenttä |

### Statistiche di squadra
| Competizione      | %Vittorie | In casa | In casa | In casa | In casa | In casa | In casa | In trasferta | In trasferta | In trasferta | In trasferta | In trasferta | In trasferta | Totale | Totale | Totale | Totale | Totale | Totale |
| Competizione      | %Vittorie | G       | V       | N       | P       | Pf      | Ps      | G            | V            | N            | P            | Pf           | Ps           | G      | V      | N      | P      | Pf     | Ps     |
| ----------------- | --------- | ------- | ------- | ------- | ------- | ------- | ------- | ------------ | ------------ | ------------ | ------------ | ------------ | ------------ | ------ | ------ | ------ | ------ | ------ | ------ |
| Stagione regolare | 1.000     | 4       | 4       | 0       | 0       | 162     | 69      | 4            | 4            | 0            | 0            | 120          | 50           | 8      | 8      | 0      | 0      | 282    | 119    |
| Playoff           | .000      | 1       | 0       | 0       | 1       | 12      | 14      | 0            | 0            | 0            | 0            | 0            | 0            | 1      | 0      | 0      | 1      | 12     | 14     |
| Totale            | .889      | 5       | 4       | 0       | 1       | 174     | 83      | 4            | 4            | 0            | 0            | 120          | 50           | 9      | 8      | 0      | 1      | 294    | 133    |

### Statistiche personali

#### Marcatrici
| Giocatore   | Ruolo | TD rush | TD recv | TD int | TD p.ret | TD k.ret | TD oth | Xp1 | Xp2 | FG | Saf | Totale |
| ----------- | ----- | ------- | ------- | ------ | -------- | -------- | ------ | --- | --- | -- | --- | ------ |
| Laukkanen   |       | 9       | 0       | 1      | 0        | 0        | 0      | 0   | 2   | 0  | 0   | 64     |
| Räty        |       | 8       | 0       | 0      | 0        | 0        | 0      | 0   | 7   | 0  | 0   | 62     |
| Ahonen      |       | 0       | 5+1     | 0      | 0        | 1        | 0      | 7   | 7   | 0  | 0   | 54     |
| U. Törmänen |       | 6       | 0       | 0      | 0        | 0        | 0      | 0   | 1   | 0  | 0   | 38     |
| Joro        |       | 3+1     | 0       | 0      | 0        | 0        | 0      | 0   | 1   | 0  | 0   | 26     |
| Heininen    |       | 3       | 0       | 0      | 0        | 0        | 0      | 0   | 3   | 0  | 0   | 24     |
| Kammonen    |       | 2       | 0       | 0      | 0        | 0        | 0      | 0   | 3   | 0  | 0   | 18     |
| Saros       |       | 0       | 1       | 0      | 0        | 0        | 0      | 0   | 0   | 0  | 0   | 6      |

#### Passer rating
| Giocatore | G   | Att    | Comp | Int | Yds    | TD  | NFL   | NCAA  |
| --------- | --- | ------ | ---- | --- | ------ | --- | ----- | ----- |
| Räty      | 8+1 | 113+10 | 46+3 | 4+1 | 662+40 | 6+1 | 61,10 | 98,43 |
| Eerola    | 2   | 2      | 0    | 0   | 0      | 0   |       |       |